# Лапіта
21°06′10″ пд. ш. 164°47′56″ сх. д. / 21.10277778° пд. ш. 164.79888889° сх. д.
Лапіта — термін який застосовують до стародавньої археологічної культури Тихого Океану.

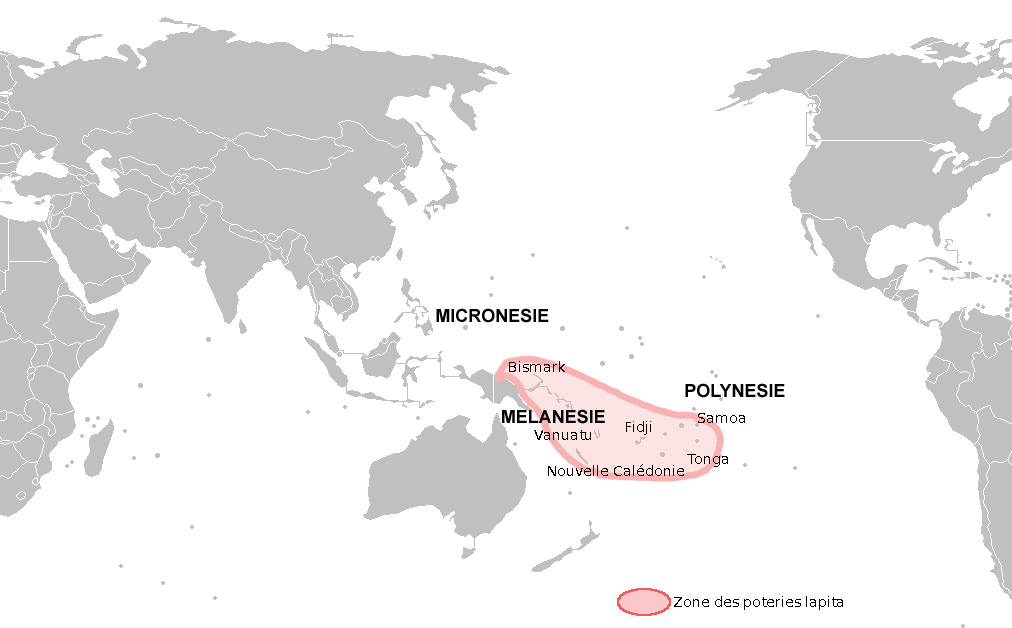

Культуру Лапіта вважають пращуром декількох культур Полінезії, Мікронезії, і кількох берегових областей Меланезії. На сьогоднішній день відкрито більше двох тисяч місць розкопок, які поширені більше ніж на 4000 км від узбережжя і островів Меланезії до Фіджі і Тонги. 

## Історія назви
Справжнє ім'я, яким називають культуру не відоме, але сам термін «Лапіта» ввели археологи після того, як при проведенні розкопок 1942 року  в Новій Зеландії вони неправильно розтрактували слово xapet'a, яке означає «місце розкопок» або «копати яму», на місцевій мові. 

## Походження
Більшість вчених схильна до думки, що культура Лапіта виникла в Південно-Східної Азії, і в ході австронезійської експансії, була поширена народами, які прийшли з Тайваню або Південного Китаю приблизно 5000-6000 років тому. Основа цієї теорії – похоронна кераміка, яка схожа на кераміку Тайваню. На сьогоднішній день, прямих зв'язків між Лапіта і Південно-Східною Азією не знайдено. Також, культуру Лапіта вважають предками полінезійців, а народ культури першими, хто заселив Вануату 3000 років тому.
Архіпелаг Бісмарка, який був колонізований приблизно 30000-35000 років до н. е. є ще одним місцем, яке вважають походженням культури Лапіта. Один із вчених який придержується цієї думки є Джим Аллен.

## Датування
Визначаючи вік цієї культури, керуються керамікою. Наприклад, класична кераміка Лапіта на Архіпелазі Бісмарка датується між 1350 роком до н. е. і 750 роком до н. е. Припускається що більш пізні вироби можуть датуватись до 250 року до н. е. Також кераміка збереглась на Фіджі, але при цьому повністю зникла в Меланезії.

## Населення
В новогвінейському регіоні були знайдені археологічні сліди австронезійської експансії, близько 1600 року до н. е. Ці сліди говорять про те, що населення культури Лапіта приручили свиню, курку, собаку, до таких слідів відноситься червоноангобована кераміка і тесла із заточеного каменю. Смітники, розкопані археологами біля стоянок носіїв культури Лапіта є основним об'єктом який допомагає з'ясувати основу засобів прожиття. Продукти моря були основним раціоном населення, зокрема, морські черепахи, акули, морські свині. Особливо розповсюджено було рибальство і збір молюсків. Можливо, до складу їхнього раціону входили австронезійські коренеплідні культури, наприклад таро і ямс, але проблема в тому, що залишки м'яких коренеплодів не так добре зберігаються упродовж тисяч років, як-от тверда шкаралупа горіхів. Особливо важливі рослини юули кокоси, банани та різні хлібні дерева. Також населення культури Лапіта мало можливість плавати морем, використовуючи для цього каное.

## Поховання
В 2003 році при розкопках кладовища Теома в Ефаті  було знайдено 36 тіл в 25 могилах. Скелети які там знаходились були обезголовлені, на місці черепа знаходились конусоподібні раковини.  В одній із могил було знайдено скелет людини  трьома черепами, викладених вздовж тулуба. За допомогою вуглецевого методу було встановлено приблизне датування цих знахідок – 1000 років до н. е. Чоловік який був похований із черепами був «емігрантом», але самі черепи, які лежали вздовж його тіла належали місцевим туземцям. Це говорить про повагу до іноземців. Народ Лапіта ховали мертвих разом із головами, а через деякий час, після того як тіло згнивало, відкопували могили і забирали черепи. Крім скелетів і чоловіка із черепами, було знайдено великі раковини і керамічні вироби. Із виявлених знахідок був проведений аналіз 17 ізотопів представників Лапіта. Ще було виявлено, що чотири людини були поховані не так як інші (їхні тіла лежали в напрямку на південь), вони мали відмінності у змісті ізотопів, що говорить про те, що вони припливли здалеку, подолавши сотні кілометрів.

## Поселення
Розташування поселень на заході і сході архіпелагу різниться. На сході, всі поселення розташовані на сухолоді, в деякому віддалені від океану. Поселення на заході розташовані на невеличких острівцях у відкритому морі. Припускають, тамтешнє населення будувало такі поселення тому що хотіло уникнути зустрічі із вже заселеною територією Нової Гвінеї, або малярійних москітів, до яких у носіїв культури Лапіта був відсутній імунітет.

## Мова
Культура Лапіта не мала писемності, пов'язаної з якою-небудь мовою, тому мову цієї культури визначити важко. Однак, припускають що люди Лапіта розмовляли на прото-океанійській мові -  ймовірному попереднику океанійських мов. Так як ці та інші мови складають групу австронезійських мов, то не можливо точно довести що народ Лапіта був носієм саме цієї мови.  На сьогоднішній день виділяють два фактори які дають змогу вважати саме цю версію правдивою. Перший фактор говорить про те, що знайдені артефакти філіппінських і індонезійських стоянок, схожі на кераміку і супровідні їй культурні атрибути, за винятком орнаменту на виробах, предків сучасних суспільств, які використовують австронезійські мови. По-друге, кераміку типу Лапіта вважають індикатором прибуття австронезійців у регіони поширення культури Лапіта, зокрема новогвінейський. Таким чином ця кераміка з'являється на віддалених островах Океанії, де не було населення до їхньої появи, та не прослідковується заселення після кераміки типу Лапіта у тій місцевості. 

## Див також
Контакти з Америкою до Колумба